# カチオン-π環化
カチオン-π環化は有機化学における反応様式の一つであり、五員環や六員環化合物の構築に有効である。
非環状分子のカルボカチオンが二重結合などのπ結合の近傍に生じると、このπ結合が求核的に分子内反応し、閉環反応を伴いつつC-C結合を形成して新しいカチオンを含む環状化合物を形成する。このような環化反応は、プロトン酸(H2SO4, HCO2H, CF3CO2H)あるいはルイス酸(F3B・OEt2, TiCl4, SnCl4)を用いて比較的安定なカルボカチオンを穏和な条件で生成できれば、円滑に進行する。アルケン、第三級アルコール、アリルアルコール、エポキシドおよびアセタールなどがカチオンの一般的な前駆体になる。